# Huzella-kert

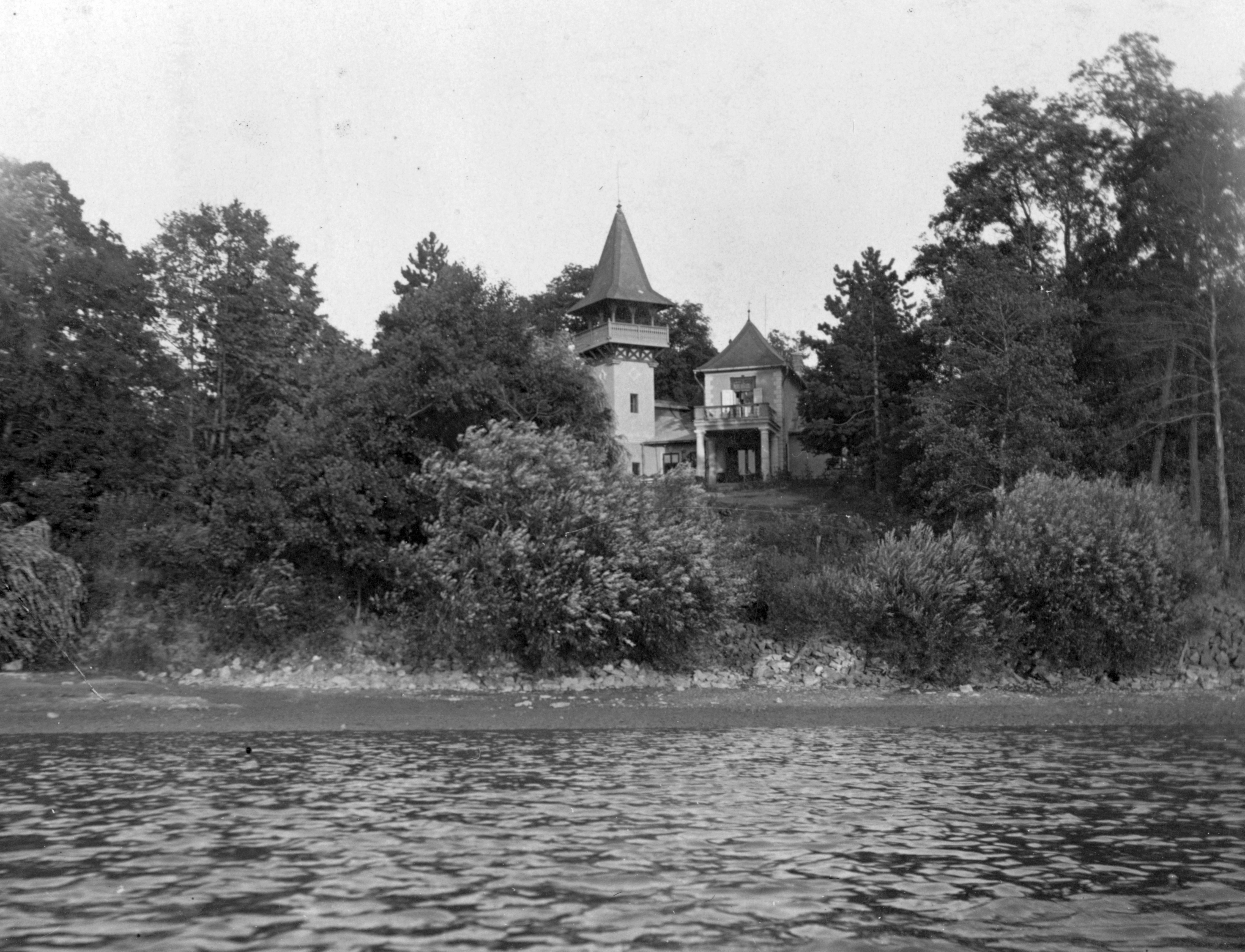
Arany János kilátótornyos villája 1930-ban

Az ELTE Huzella-kert Gödön (Alsógödön), a Jávorka Sándor utca 14. számnál kialakított botanikus kert. A Gödi-szigettől a Duna Kis-Dunának nevezett mellékága választja el.

## Megközelítése
Megközelíthető:
- távolsági busszal Budapestről, Gödöllőről vagy Vácról; a megálló neve: Göd révátkelő;
- vasúton a Nyugati pályaudvarról a Göd–Vác vonalon; a megálló neve: Alsógöd.

## Története
A kilátótornyos villát 1846-ban építtette Arany János.
Huzella Elek, a váci utcai nagy sportáruház olasz származású tulajdonosa 1892-ben vásárolta meg a területet Arany Lászlótól. Fia, a neves orvosprofesszor Huzella Tivadar 1930-ban itt hozta létre a nemzetközileg is elismert Alsógödi Biológiai Kutatóállomást és a villa körül rendezett arborétumot alakított ki a domborzatot követő, ligetes szerkezetben. A kertben állt két lakóház is, több faházban pedig az itt dolgozó egyetemistákat és kutatókat szállásolták el. Huzella Tivadarra az épület falán gránit emléktábla emlékeztet.
Halála után törvényes örökösei végrendelete szerint, ingyen felajánlották az ingatlant a magyar állam részére és az ELTE használatára. 1959-ben épült és azóta is itt működik a Dudich Endre akadémikus javaslatára létrehozott MTA–ELTE közös kutatócsoport MTA Magyar Dunakutató Állomása.
2011. május 1-én az ELTE szenátusa úgy döntött, hogy a biológiai kutatóállomást a Füvészkert külső telephelyeként annak szervezetébe integrálja. Ekkor változtatták a nevét Huzella Kertre. A Duna-kutató Intézetet 2012-ben integrálták az MTA Ökológiai Kutatóközpontba.

## Jelenlegi állapota  (2020 nyarán)
A telek helyileg védett természetvédelmi terület. Területe 55 679 m². Nyugaton, a Duna partján ártéri galériaerdő szegélyezi. Ebben természetközeli foltokat alkotnak az alacsonyabb talajvízre jellemző puhafás fűz–nyár ligeterdők (Salicion albae) és a magasabb fekvésű területekre jellemző folyóparti keményfaligetek (Ulmenion) foltjai.
Az arborétumba alapvetően mérsékelt övi fajokat ültettek, főként örökzöldeket:
- tengerparti mamutfenyő,
- nevadai ciprus (Cupressus nevadensis), illetve Piute-ciprus (Cupressus arizonica var. nevadensis)
- az arizonai ciprus (Cupressus arizonica) egyik változata, az ún. „San Pedro Mártir”-ciprus (Cupressus arizonica var. montana),
- a Goven-ciprus (Cupressus goveniana) szantakruzi zöldciprus fantázianéven ismert változata (Cupressus goveniana var. abramsiana),
- japánciprus (szugifenyő, Cryptomeria japonica).

A lombhullatók közül szép
- amerikai mocsárciprusokat (fésűs mocsárciprus, virginiai mocsárciprus, Taxodium distichum) és
- páfrányfenyőket (Ginkgo biloba)

láthatunk.
Külön említésre méltó:
- a perzsa varázsfa (perzsafa, Parottia persica) kertészeti változatainak gyűjteménye és
- a berkenyefajok (Sorbus spp.) gyűjteménye, köztük a védett lisztes berkenye (Sorbus aria).

Védett lágyszárú fajok:
- bugás sás,
- Teleki-virág,
- vízi aggófű,
- babérboroszlán,
- farkasboroszlán.

A Duna-menti árterekre jellemző nyári tőzike a természetes növénytakaró elemeként van jelen.
A növényfoltok gazdag madár- és rovarvilágnak kínálnak változatos élőhelyet. Az alsóbbrendű növények gazdagságát is önálló publikációk tárgyalják.
A kertben fakadó források lépcsőzetes mederben kialakított tórendszert táplálnak.
A kertben áll a Huzella-család síremléke (egyebek közt Huzella Tivadar sírjával); ez a Nemzeti Kegyeleti Bizottság döntése alapján 2005 óta a nemzeti sírkert része.
Az érdekesebb látnivalókon tanösvény vezet végig.

## Látogatása
2022-től hétköznap látogatható, 9 és 17 óra (pénteken: 9–15) között.